# Khủng long đầu diềm
Marginocephalia ("đầu diềm") là một nhánh khủng long thuộc phân bộ Ornithischia bao gồm Pachycephalosauria, và Ceratopsia có sừng. Chúng là những động vật ăn cỏ, đi bằng hai hoặc bốn chân, đặc biệt của chúng có một tấm sừng hoặc hộp sọ dày. Nhóm này đã tiến hóa vào kỉ Jura, và trở nên phổ biến ở đầu kỉ Phấn Trắng.

## Phát sinh chủng loài
Cây phát sinh chủng loài dưới đây được Zheng và cộng sự đề xuất năm 2009.
|  | Goyocephale                                                            |
|  |                                                                        |
|  | \| \| Homalocephale \| \| \| \| \| \| Pachycephalosauridae \| \| \| \| |
|  |                                                                        |
|  | Homalocephale                                                          |
|  |                                                                        |
|  | Pachycephalosauridae                                                   |
|  |                                                                        |

|  | Homalocephale        |
|  |                      |
|  | Pachycephalosauridae |
|  |                      |

|  | Goyocephale                                                            |
|  |                                                                        |
|  | \| \| Homalocephale \| \| \| \| \| \| Pachycephalosauridae \| \| \| \| |
|  |                                                                        |
|  | Homalocephale                                                          |
|  |                                                                        |
|  | Pachycephalosauridae                                                   |
|  |                                                                        |

|  | Homalocephale        |
|  |                      |
|  | Pachycephalosauridae |
|  |                      |

|  | Archaeoceratops                                                    |
|  |                                                                    |
|  | \| \| Leptoceratopsidae \| \| \| \| \| \| Coronosauria \| \| \| \| |
|  |                                                                    |
|  | Leptoceratopsidae                                                  |
|  |                                                                    |
|  | Coronosauria                                                       |
|  |                                                                    |

|  | Leptoceratopsidae |
|  |                   |
|  | Coronosauria      |
|  |                   |

|  | Archaeoceratops                                                    |
|  |                                                                    |
|  | \| \| Leptoceratopsidae \| \| \| \| \| \| Coronosauria \| \| \| \| |
|  |                                                                    |
|  | Leptoceratopsidae                                                  |
|  |                                                                    |
|  | Coronosauria                                                       |
|  |                                                                    |

|  | Leptoceratopsidae |
|  |                   |
|  | Coronosauria      |
|  |                   |

|  | Archaeoceratops                                                    |
|  |                                                                    |
|  | \| \| Leptoceratopsidae \| \| \| \| \| \| Coronosauria \| \| \| \| |
|  |                                                                    |
|  | Leptoceratopsidae                                                  |
|  |                                                                    |
|  | Coronosauria                                                       |
|  |                                                                    |

|  | Leptoceratopsidae |
|  |                   |
|  | Coronosauria      |
|  |                   |

|  | Archaeoceratops                                                    |
|  |                                                                    |
|  | \| \| Leptoceratopsidae \| \| \| \| \| \| Coronosauria \| \| \| \| |
|  |                                                                    |
|  | Leptoceratopsidae                                                  |
|  |                                                                    |
|  | Coronosauria                                                       |
|  |                                                                    |

|  | Leptoceratopsidae |
|  |                   |
|  | Coronosauria      |
|  |                   |

|  | Archaeoceratops                                                    |
|  |                                                                    |
|  | \| \| Leptoceratopsidae \| \| \| \| \| \| Coronosauria \| \| \| \| |
|  |                                                                    |
|  | Leptoceratopsidae                                                  |
|  |                                                                    |
|  | Coronosauria                                                       |
|  |                                                                    |

|  | Leptoceratopsidae |
|  |                   |
|  | Coronosauria      |
|  |                   |

|  | Archaeoceratops                                                    |
|  |                                                                    |
|  | \| \| Leptoceratopsidae \| \| \| \| \| \| Coronosauria \| \| \| \| |
|  |                                                                    |
|  | Leptoceratopsidae                                                  |
|  |                                                                    |
|  | Coronosauria                                                       |
|  |                                                                    |

|  | Leptoceratopsidae |
|  |                   |
|  | Coronosauria      |
|  |                   |

|  | Archaeoceratops                                                    |
|  |                                                                    |
|  | \| \| Leptoceratopsidae \| \| \| \| \| \| Coronosauria \| \| \| \| |
|  |                                                                    |
|  | Leptoceratopsidae                                                  |
|  |                                                                    |
|  | Coronosauria                                                       |
|  |                                                                    |

|  | Leptoceratopsidae |
|  |                   |
|  | Coronosauria      |
|  |                   |

|  | Archaeoceratops                                                    |
|  |                                                                    |
|  | \| \| Leptoceratopsidae \| \| \| \| \| \| Coronosauria \| \| \| \| |
|  |                                                                    |
|  | Leptoceratopsidae                                                  |
|  |                                                                    |
|  | Coronosauria                                                       |
|  |                                                                    |

|  | Leptoceratopsidae |
|  |                   |
|  | Coronosauria      |
|  |                   |

|  | Goyocephale                                                            |
|  |                                                                        |
|  | \| \| Homalocephale \| \| \| \| \| \| Pachycephalosauridae \| \| \| \| |
|  |                                                                        |
|  | Homalocephale                                                          |
|  |                                                                        |
|  | Pachycephalosauridae                                                   |
|  |                                                                        |

|  | Homalocephale        |
|  |                      |
|  | Pachycephalosauridae |
|  |                      |

|  | Goyocephale                                                            |
|  |                                                                        |
|  | \| \| Homalocephale \| \| \| \| \| \| Pachycephalosauridae \| \| \| \| |
|  |                                                                        |
|  | Homalocephale                                                          |
|  |                                                                        |
|  | Pachycephalosauridae                                                   |
|  |                                                                        |

|  | Homalocephale        |
|  |                      |
|  | Pachycephalosauridae |
|  |                      |

|  | Archaeoceratops                                                    |
|  |                                                                    |
|  | \| \| Leptoceratopsidae \| \| \| \| \| \| Coronosauria \| \| \| \| |
|  |                                                                    |
|  | Leptoceratopsidae                                                  |
|  |                                                                    |
|  | Coronosauria                                                       |
|  |                                                                    |

|  | Leptoceratopsidae |
|  |                   |
|  | Coronosauria      |
|  |                   |

|  | Archaeoceratops                                                    |
|  |                                                                    |
|  | \| \| Leptoceratopsidae \| \| \| \| \| \| Coronosauria \| \| \| \| |
|  |                                                                    |
|  | Leptoceratopsidae                                                  |
|  |                                                                    |
|  | Coronosauria                                                       |
|  |                                                                    |

|  | Leptoceratopsidae |
|  |                   |
|  | Coronosauria      |
|  |                   |

|  | Archaeoceratops                                                    |
|  |                                                                    |
|  | \| \| Leptoceratopsidae \| \| \| \| \| \| Coronosauria \| \| \| \| |
|  |                                                                    |
|  | Leptoceratopsidae                                                  |
|  |                                                                    |
|  | Coronosauria                                                       |
|  |                                                                    |

|  | Leptoceratopsidae |
|  |                   |
|  | Coronosauria      |
|  |                   |

|  | Archaeoceratops                                                    |
|  |                                                                    |
|  | \| \| Leptoceratopsidae \| \| \| \| \| \| Coronosauria \| \| \| \| |
|  |                                                                    |
|  | Leptoceratopsidae                                                  |
|  |                                                                    |
|  | Coronosauria                                                       |
|  |                                                                    |

|  | Leptoceratopsidae |
|  |                   |
|  | Coronosauria      |
|  |                   |

|  | Archaeoceratops                                                    |
|  |                                                                    |
|  | \| \| Leptoceratopsidae \| \| \| \| \| \| Coronosauria \| \| \| \| |
|  |                                                                    |
|  | Leptoceratopsidae                                                  |
|  |                                                                    |
|  | Coronosauria                                                       |
|  |                                                                    |

|  | Leptoceratopsidae |
|  |                   |
|  | Coronosauria      |
|  |                   |

|  | Archaeoceratops                                                    |
|  |                                                                    |
|  | \| \| Leptoceratopsidae \| \| \| \| \| \| Coronosauria \| \| \| \| |
|  |                                                                    |
|  | Leptoceratopsidae                                                  |
|  |                                                                    |
|  | Coronosauria                                                       |
|  |                                                                    |

|  | Leptoceratopsidae |
|  |                   |
|  | Coronosauria      |
|  |                   |

|  | Archaeoceratops                                                    |
|  |                                                                    |
|  | \| \| Leptoceratopsidae \| \| \| \| \| \| Coronosauria \| \| \| \| |
|  |                                                                    |
|  | Leptoceratopsidae                                                  |
|  |                                                                    |
|  | Coronosauria                                                       |
|  |                                                                    |

|  | Leptoceratopsidae |
|  |                   |
|  | Coronosauria      |
|  |                   |

|  | Archaeoceratops                                                    |
|  |                                                                    |
|  | \| \| Leptoceratopsidae \| \| \| \| \| \| Coronosauria \| \| \| \| |
|  |                                                                    |
|  | Leptoceratopsidae                                                  |
|  |                                                                    |
|  | Coronosauria                                                       |
|  |                                                                    |

|  | Leptoceratopsidae |
|  |                   |
|  | Coronosauria      |
|  |                   |

Cây phát sinh chủng loài của Butler đề xuất năm 2011.
|  | Goyocephale                                                            |
|  |                                                                        |
|  | \| \| Homalocephale \| \| \| \| \| \| Pachycephalosauridae \| \| \| \| |
|  |                                                                        |
|  | Homalocephale                                                          |
|  |                                                                        |
|  | Pachycephalosauridae                                                   |
|  |                                                                        |

|  | Homalocephale        |
|  |                      |
|  | Pachycephalosauridae |
|  |                      |

|  | Goyocephale                                                            |
|  |                                                                        |
|  | \| \| Homalocephale \| \| \| \| \| \| Pachycephalosauridae \| \| \| \| |
|  |                                                                        |
|  | Homalocephale                                                          |
|  |                                                                        |
|  | Pachycephalosauridae                                                   |
|  |                                                                        |

|  | Homalocephale        |
|  |                      |
|  | Pachycephalosauridae |
|  |                      |

|  | Stenopelix |
|  |            |
|  | Yinlong    |
|  |            |

|  | Archaeoceratops                                                    |
|  |                                                                    |
|  | \| \| Leptoceratopsidae \| \| \| \| \| \| Coronosauria \| \| \| \| |
|  |                                                                    |
|  | Leptoceratopsidae                                                  |
|  |                                                                    |
|  | Coronosauria                                                       |
|  |                                                                    |

|  | Leptoceratopsidae |
|  |                   |
|  | Coronosauria      |
|  |                   |

|  | Archaeoceratops                                                    |
|  |                                                                    |
|  | \| \| Leptoceratopsidae \| \| \| \| \| \| Coronosauria \| \| \| \| |
|  |                                                                    |
|  | Leptoceratopsidae                                                  |
|  |                                                                    |
|  | Coronosauria                                                       |
|  |                                                                    |

|  | Leptoceratopsidae |
|  |                   |
|  | Coronosauria      |
|  |                   |

|  | Archaeoceratops                                                    |
|  |                                                                    |
|  | \| \| Leptoceratopsidae \| \| \| \| \| \| Coronosauria \| \| \| \| |
|  |                                                                    |
|  | Leptoceratopsidae                                                  |
|  |                                                                    |
|  | Coronosauria                                                       |
|  |                                                                    |

|  | Leptoceratopsidae |
|  |                   |
|  | Coronosauria      |
|  |                   |

|  | Archaeoceratops                                                    |
|  |                                                                    |
|  | \| \| Leptoceratopsidae \| \| \| \| \| \| Coronosauria \| \| \| \| |
|  |                                                                    |
|  | Leptoceratopsidae                                                  |
|  |                                                                    |
|  | Coronosauria                                                       |
|  |                                                                    |

|  | Leptoceratopsidae |
|  |                   |
|  | Coronosauria      |
|  |                   |

|  | Stenopelix |
|  |            |
|  | Yinlong    |
|  |            |

|  | Archaeoceratops                                                    |
|  |                                                                    |
|  | \| \| Leptoceratopsidae \| \| \| \| \| \| Coronosauria \| \| \| \| |
|  |                                                                    |
|  | Leptoceratopsidae                                                  |
|  |                                                                    |
|  | Coronosauria                                                       |
|  |                                                                    |

|  | Leptoceratopsidae |
|  |                   |
|  | Coronosauria      |
|  |                   |

|  | Archaeoceratops                                                    |
|  |                                                                    |
|  | \| \| Leptoceratopsidae \| \| \| \| \| \| Coronosauria \| \| \| \| |
|  |                                                                    |
|  | Leptoceratopsidae                                                  |
|  |                                                                    |
|  | Coronosauria                                                       |
|  |                                                                    |

|  | Leptoceratopsidae |
|  |                   |
|  | Coronosauria      |
|  |                   |

|  | Archaeoceratops                                                    |
|  |                                                                    |
|  | \| \| Leptoceratopsidae \| \| \| \| \| \| Coronosauria \| \| \| \| |
|  |                                                                    |
|  | Leptoceratopsidae                                                  |
|  |                                                                    |
|  | Coronosauria                                                       |
|  |                                                                    |

|  | Leptoceratopsidae |
|  |                   |
|  | Coronosauria      |
|  |                   |

|  | Archaeoceratops                                                    |
|  |                                                                    |
|  | \| \| Leptoceratopsidae \| \| \| \| \| \| Coronosauria \| \| \| \| |
|  |                                                                    |
|  | Leptoceratopsidae                                                  |
|  |                                                                    |
|  | Coronosauria                                                       |
|  |                                                                    |

|  | Leptoceratopsidae |
|  |                   |
|  | Coronosauria      |
|  |                   |

|  | Goyocephale                                                            |
|  |                                                                        |
|  | \| \| Homalocephale \| \| \| \| \| \| Pachycephalosauridae \| \| \| \| |
|  |                                                                        |
|  | Homalocephale                                                          |
|  |                                                                        |
|  | Pachycephalosauridae                                                   |
|  |                                                                        |

|  | Homalocephale        |
|  |                      |
|  | Pachycephalosauridae |
|  |                      |

|  | Goyocephale                                                            |
|  |                                                                        |
|  | \| \| Homalocephale \| \| \| \| \| \| Pachycephalosauridae \| \| \| \| |
|  |                                                                        |
|  | Homalocephale                                                          |
|  |                                                                        |
|  | Pachycephalosauridae                                                   |
|  |                                                                        |

|  | Homalocephale        |
|  |                      |
|  | Pachycephalosauridae |
|  |                      |

|  | Stenopelix |
|  |            |
|  | Yinlong    |
|  |            |

|  | Archaeoceratops                                                    |
|  |                                                                    |
|  | \| \| Leptoceratopsidae \| \| \| \| \| \| Coronosauria \| \| \| \| |
|  |                                                                    |
|  | Leptoceratopsidae                                                  |
|  |                                                                    |
|  | Coronosauria                                                       |
|  |                                                                    |

|  | Leptoceratopsidae |
|  |                   |
|  | Coronosauria      |
|  |                   |

|  | Archaeoceratops                                                    |
|  |                                                                    |
|  | \| \| Leptoceratopsidae \| \| \| \| \| \| Coronosauria \| \| \| \| |
|  |                                                                    |
|  | Leptoceratopsidae                                                  |
|  |                                                                    |
|  | Coronosauria                                                       |
|  |                                                                    |

|  | Leptoceratopsidae |
|  |                   |
|  | Coronosauria      |
|  |                   |

|  | Archaeoceratops                                                    |
|  |                                                                    |
|  | \| \| Leptoceratopsidae \| \| \| \| \| \| Coronosauria \| \| \| \| |
|  |                                                                    |
|  | Leptoceratopsidae                                                  |
|  |                                                                    |
|  | Coronosauria                                                       |
|  |                                                                    |

|  | Leptoceratopsidae |
|  |                   |
|  | Coronosauria      |
|  |                   |

|  | Archaeoceratops                                                    |
|  |                                                                    |
|  | \| \| Leptoceratopsidae \| \| \| \| \| \| Coronosauria \| \| \| \| |
|  |                                                                    |
|  | Leptoceratopsidae                                                  |
|  |                                                                    |
|  | Coronosauria                                                       |
|  |                                                                    |

|  | Leptoceratopsidae |
|  |                   |
|  | Coronosauria      |
|  |                   |

|  | Stenopelix |
|  |            |
|  | Yinlong    |
|  |            |

|  | Archaeoceratops                                                    |
|  |                                                                    |
|  | \| \| Leptoceratopsidae \| \| \| \| \| \| Coronosauria \| \| \| \| |
|  |                                                                    |
|  | Leptoceratopsidae                                                  |
|  |                                                                    |
|  | Coronosauria                                                       |
|  |                                                                    |

|  | Leptoceratopsidae |
|  |                   |
|  | Coronosauria      |
|  |                   |

|  | Archaeoceratops                                                    |
|  |                                                                    |
|  | \| \| Leptoceratopsidae \| \| \| \| \| \| Coronosauria \| \| \| \| |
|  |                                                                    |
|  | Leptoceratopsidae                                                  |
|  |                                                                    |
|  | Coronosauria                                                       |
|  |                                                                    |

|  | Leptoceratopsidae |
|  |                   |
|  | Coronosauria      |
|  |                   |

|  | Archaeoceratops                                                    |
|  |                                                                    |
|  | \| \| Leptoceratopsidae \| \| \| \| \| \| Coronosauria \| \| \| \| |
|  |                                                                    |
|  | Leptoceratopsidae                                                  |
|  |                                                                    |
|  | Coronosauria                                                       |
|  |                                                                    |

|  | Leptoceratopsidae |
|  |                   |
|  | Coronosauria      |
|  |                   |

|  | Archaeoceratops                                                    |
|  |                                                                    |
|  | \| \| Leptoceratopsidae \| \| \| \| \| \| Coronosauria \| \| \| \| |
|  |                                                                    |
|  | Leptoceratopsidae                                                  |
|  |                                                                    |
|  | Coronosauria                                                       |
|  |                                                                    |

|  | Leptoceratopsidae |
|  |                   |
|  | Coronosauria      |
|  |                   |